# Pau Torres Mas
Pau Torres Mas (Tarragona, 5 d'abril de 1977 - Tarragona, 14 de juliol de 2022) fou un enginyer de telecomunicacions i emprenedor de projectes solidaris dedicats a la investigació i l'ajuda als afectats per malalties degeneratives.
Torres, enginyer de telecomunicacions, estava involucrat en les tradicions de la seva ciutat natal; havia interpretat a Joan de Serrallonga i havia estat vicepresident del Ball d'en Serrallonga de Tarragona, en el qual començà a participar amb disset anys. L'any 2013 li van diagnosticat l'esclerosi lateral amiotròfica (ELA). Torres, va decidir aleshores fer un canvi de vida que el portaria a iniciar un projecte, de la ma de la seva parella Gina, que pogués contribuir a “lluitar contra aquesta malaltia que fins a dia d'avui no té cura”. Va posar en marxa el projecte de vins solidaris "Il·lusió +", amb el qual donà suport al treball de diverses fundacions dedicades a la investigació i l'ajuda a afectats per malalties degeneratives. Si bé inicialment es va concebre pensant en l'exportació, va esdevenir un projecte que, mitjançant la venda de vi recaptava diners que després destinaven a diverses entitats de caràcter social en favor de la investigació per trobar cura a aquesta i altres malalties degeneratives com l'ELA.